# 南溫德姆 (緬因州)
南溫德姆（英語：South Windham）是位於美國緬因州坎伯蘭縣的一個普查規定居民點。

## 人口
根據2020年美國人口普查的數據，南溫德姆的面積為3.27平方千米，當中陸地面積為3.09平方千米，而水域面積為0.17平方千米。當地共有人口1215人，而人口密度為每平方千米371.56人。